# Frătici
Frătici – wieś w Rumunii, w okręgu Ardżesz, w gminie Vedea. W 2011 roku liczyła 325 mieszkańców.